# メラビアンの法則
メラビアンの法則（メラビアンのほうそく）とは、矛盾したメッセージが発せられたときの人の受けとめ方について、人の行動が他人にどのように影響を及ぼすかを判断するアルバート・メラビアンが行った実験の結果が誤って引用され広まった俗流解釈である。心理学における科学的根拠は十分に無いとされる法則である。

## 研究内容
この研究は好意・反感などの態度や感情のコミュニケーションについてを扱う実験である。感情や態度について矛盾したメッセージが発せられたときの人の受けとめ方について、人の行動が他人にどのように影響を及ぼすかというと、話の内容などの言語情報が7%、口調や話の早さなどの聴覚情報が38%、見た目などの視覚情報が55%の割合であった。この割合から「7-38-55のルール」とも言われる。「言語情報=Verbal」「聴覚情報=Vocal」「視覚情報=Visual」の頭文字を取って「3Vの法則」ともいわれている。

## 俗流解釈
この内容が次第に一人歩きをし、この法則から「見た目が一番重要」あるいは「話の内容よりも喋り方のテクニックが重要」という曖昧で科学的根拠に乏しい誤った結論が導き出され認知されている。就職活動の面接対策セミナー、営業セミナー、自己啓発書、話し方教室などでこの誤った解釈がよく用いられる。この実験は「好意・反感などの態度や感情のコミュニケーション」において「メッセージの送り手がどちらとも取れるメッセージを送った」場合、「メッセージの受け手が声の調子や身体言語といったものを重視する」という事を言っているに過ぎない。よって単に事実のみを伝えたり要望をしたりするコミュニケーションの場合には触れておらず、コミュニケーション全般においてこの法則が適用されると言うような解釈はメラビアン本人が提唱したものとは異なるものである。
メラビアンの実験は「maybe」いう単語を様々な声質で録音して聞かせて、どのような印象を受けたかを測定したものである。研究自体は「視覚」「聴覚」「言語」で情報が与えられた際の受け止め方を測定するものだった。強い発音では、普通の発音よりも「そうかもしれない」と感じたことを立証したに過ぎない。

## 関連
- 日本では俗流解釈だけが一般に流布していたが、メラビアンの実験内容はまったく違うものであることを日本語で初めて紹介したのが、平野喜久著『天使と悪魔のビジネス用語辞典』（メルマガ版：2002年、書籍版：2004年 ISBN 4-88399-402-3、電子ブック版：2011年）である。「7-38-55のルール」「3Vの法則」という言葉は、それまで日本で使われていた形跡はなく、この著作中の「天使の辞典」部分で皮肉をこめて表現されたものが一般に広まった。
- 2005年に出版され100万部を超えるベストセラーとなった竹内一郎の著書『人は見た目が9割』[1]は「メラビアンの法則」の俗流解釈をベースに題名がつけられた。なお、メラビアンの研究で示されたのは視覚情報と聴覚情報を合わせて約9割という結果であり、視覚情報だけで9割を占めるわけではないが、竹内は「言語情報以外」を「見た目」と表現している。
- パオロ・マッツァリーノ『反社会学講座[2]』収録の「ひきこもりのためのビジネスマナー講座[3]」では俗流解釈を一種の都市伝説だとして批判している。
- コラムニストの尾藤克之は未だに使用されていることの理由として、コミュニケーションの重要性を説明するにあたり便利だと述べる。とくに、55％＋38％＋7％＝100％なので数値の指標として使いやすい点があると指摘する。